# Terrorismo di Stato
Il terrorismo di Stato è l'uso di strategie e metodi di terrorismo da parte dell'autorità statale.

## Modalità
Uno Stato può decidere di ricorrervi contro i suoi stessi cittadini, a fini repressivi per eliminare direttamente un gruppo politico, o per eliminarlo come interlocutore politico e togliergli credibilità davanti all'opinione pubblica incolpandolo di atti commessi da terzi (operazioni false flag), oppure per colpire oppositori e voci critiche, o per intimidire e far emigrare una popolazione che non desidera (pulizia etnica), per creare uno stato di emergenza che giustifichi una deriva autoritaria con la sospensione e deroga delle libertà e dei diritti costituzionali in nome di una presunta sicurezza nazionale.
Un ulteriore modo, proprio degli stati e non replicabile da soggetti non statali, di fare terrorismo è l'istituire un ordinamento giuridico e di pubblica sicurezza estremamente punitivo: tramite organizzazioni di polizia e servizi segreti deviati o asserviti e regolamenti molto rigidi, si instaura un clima di paura in cui ogni cittadino diventa un passibile colpevole, e come tale punibile, in pratica "colpevole, fino a prova contraria".

## Attività internazionale
Al di fuori dei loro confini, gli stati adottano il terrorismo per perseguire obiettivi di politica estera e per ostacolare stati rivali o nemici. Poiché tutti gli stati del mondo hanno sottoscritto ufficialmente la carta dei diritti dell'uomo, che implica un totale rifiuto del terrorismo, nessuno di essi può ammettere di utilizzare metodi terroristici o di addestrare, armare o comunque aiutare terroristi o gruppi terroristici.
Tutte le attività terroristiche promosse dagli stati sono quindi condotte segretamente, in modo da non essere riconducibili ai governi mandanti. Normalmente gli attentati e le uccisioni di stato vengono gestite da strutture dei servizi segreti civili o militari, o da gruppi esterni all'apparato statale ma ispirati e/o collegati ad esso (forze paramilitari, milizie, gruppi di attivisti). Un altro modo, molto comune negli stati meno dotati militarmente è l'omettere di vigilare sulle attività nel proprio territorio di gruppi estremisti aventi come bersaglio gli obiettivi desiderati, e anzi incoraggiandone le azioni.